# Paulette Bardy
Pour les articles homonymes, voir Bardy.
Paulette Bardy (Paulette Denise Suzanne Bardy), née le 22 octobre 1914 à Fès et morte le 2 janvier 1966 à Nice, est une artiste peintre française.

## Biographie
Paulette Bardy est la fille d'Ulysse Bardy, docteur en pharmacie et médecine, et d'Élise Bernard. Son père est un des fondateurs de la société immobilière Balima.
Elle épouse en 1946, à Nice, Pierre Guarrigues, un capitaine de la Légion étrangère.
Elle a été une des élèves de l'École des Beaux-Arts de Rabat fondée par Pierre Lavalley, et expose lors du premier salon des élèves de l'école en 1935. Elle y est alors remarquée par la critique locale comme portraitiste.
Elle expose au Salon de 1938 où elle a reçu une mention honorable, puis à ceux de 1939, 1941 et 1942. Elle a aussi participé au IIe Salon de la France d'Outre-mer en 1940.
Elle a été une des élèves de Charles Fouqueray.
Elle est principalement connue pour ses tableaux de scènes de plage, à la manière d'Eugène Boudin, et pour ses pastiches érotiques sur ces mêmes plages.